# MiG-17 (航空機)
 MiG-17 / МиГ-17
飛行するMiG-17
- 用途：戦闘機
- 分類：戦闘機
- 設計者：MiG
- 製造者：
- 運用者： ソビエト連邦（空軍、防空軍、海軍航空隊）他
- 初飛行：1950年1月14日(試作機SI)
- 生産数：10,367機
- 運用状況： 朝鮮民主主義人民共和国のみで現役

MiG-17(ミグ17；ロシア語:МиГ-17ミーク・スィムナーッツァチ)は、ソビエト連邦のミグ設計局で開発されたジェット戦闘機。DoDが割り当てたコードネームはType 38(Type 20とする説もある)。北大西洋条約機構(NATO)の使用するNATOコードネームはフレスコ (Fresco)。

## 概要
MiG-17は、朝鮮戦争で実戦には投入されたものの飛行機として未成熟だったMiG-15を改良した完成型である。当初MiG-15bis-45°として開発されたことからわかるように、MiG-15において35度であった主翼（内翼）の後退角を45度に改め（前縁途中で主翼（外翼）の後退角が42度に変わっている）、主翼上の境界層板の数も片側2枚から3枚へと変更した。
基本型のMiG-17及びMiG-17Fの武装は機関砲のみで、MiG-15bisと同じく37 mm機関砲N-37 1門と23mm機関砲NR-23 2門であった。その後、爆弾やロケット弾を搭載できるよう改修された機体もあった。朝鮮戦争には間に合わなかったものの、東側諸国をはじめ多くの国に配備され、1990年代まで数多くの実戦に参加した。特にベトナム戦争での活動は有名で、何度かアメリカ軍の航空機を撃墜した。
ソビエト連邦では1958年にMiG-17の製造を終了した。退役したMiG-17は標的機とされた。またポーランドや中華人民共和国（殲撃五型、またはJ-5、F-5とも）でも製造された。2019年現在も朝鮮民主主義人民共和国など一部の発展途上国では現役であると考えられている。ジェット機としては比較的安価であるため、アメリカやヨーロッパでは個人所有の機も存在する。
なお、MiG-17はMiG-15の改良型であり、共通の特徴的な機首形状をしているためか専門家でもしばしば両者を混同する。しかし、機首以外の形状は著しく異なっており、特に主翼の平面形からの区別は容易である。

## バリエーション

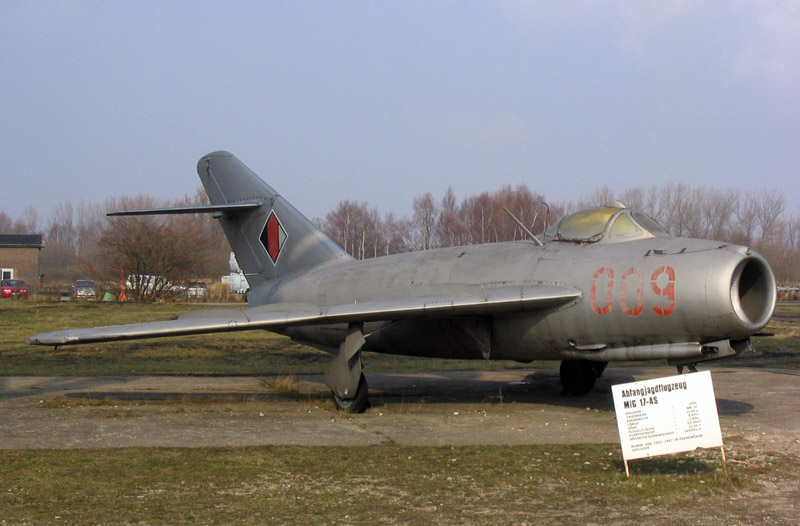
MiG-17AS
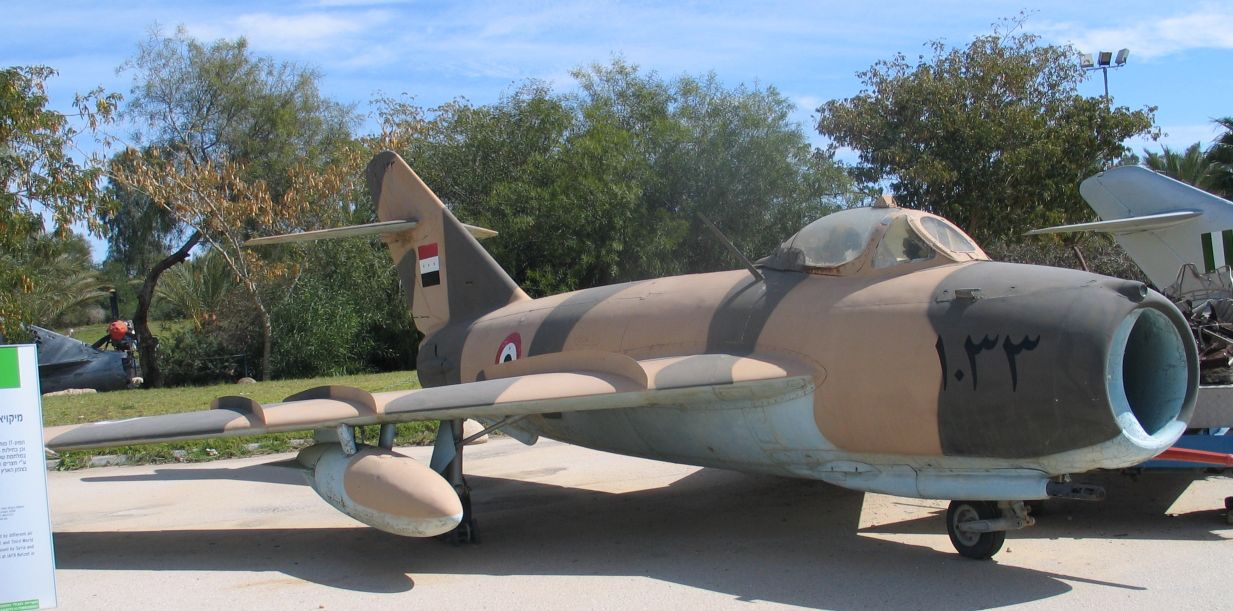
MiG-17F
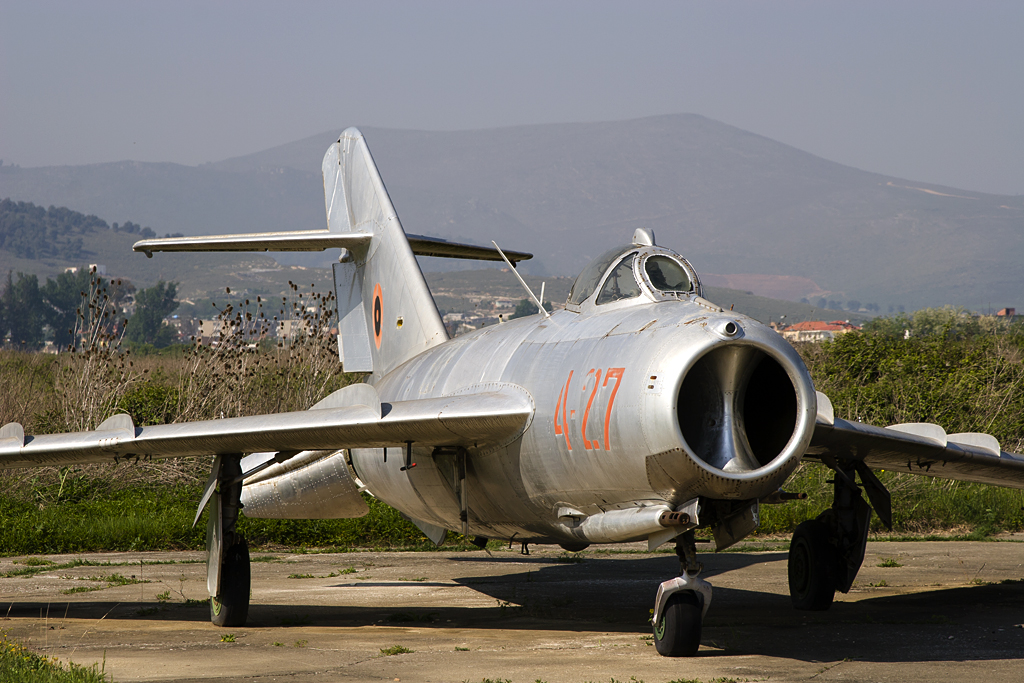
J-5
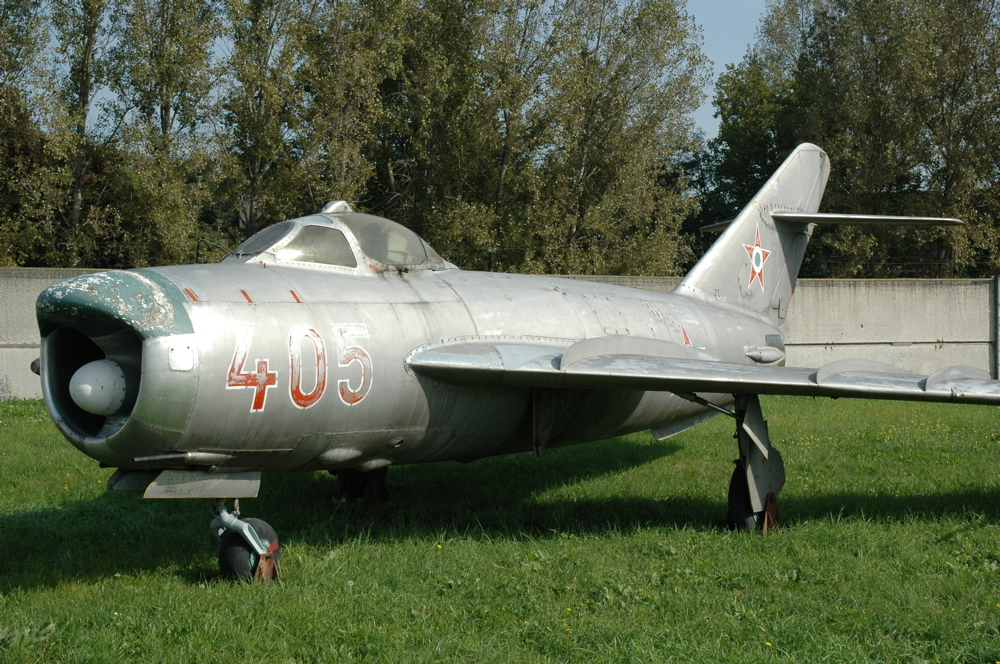
MiG-17PF
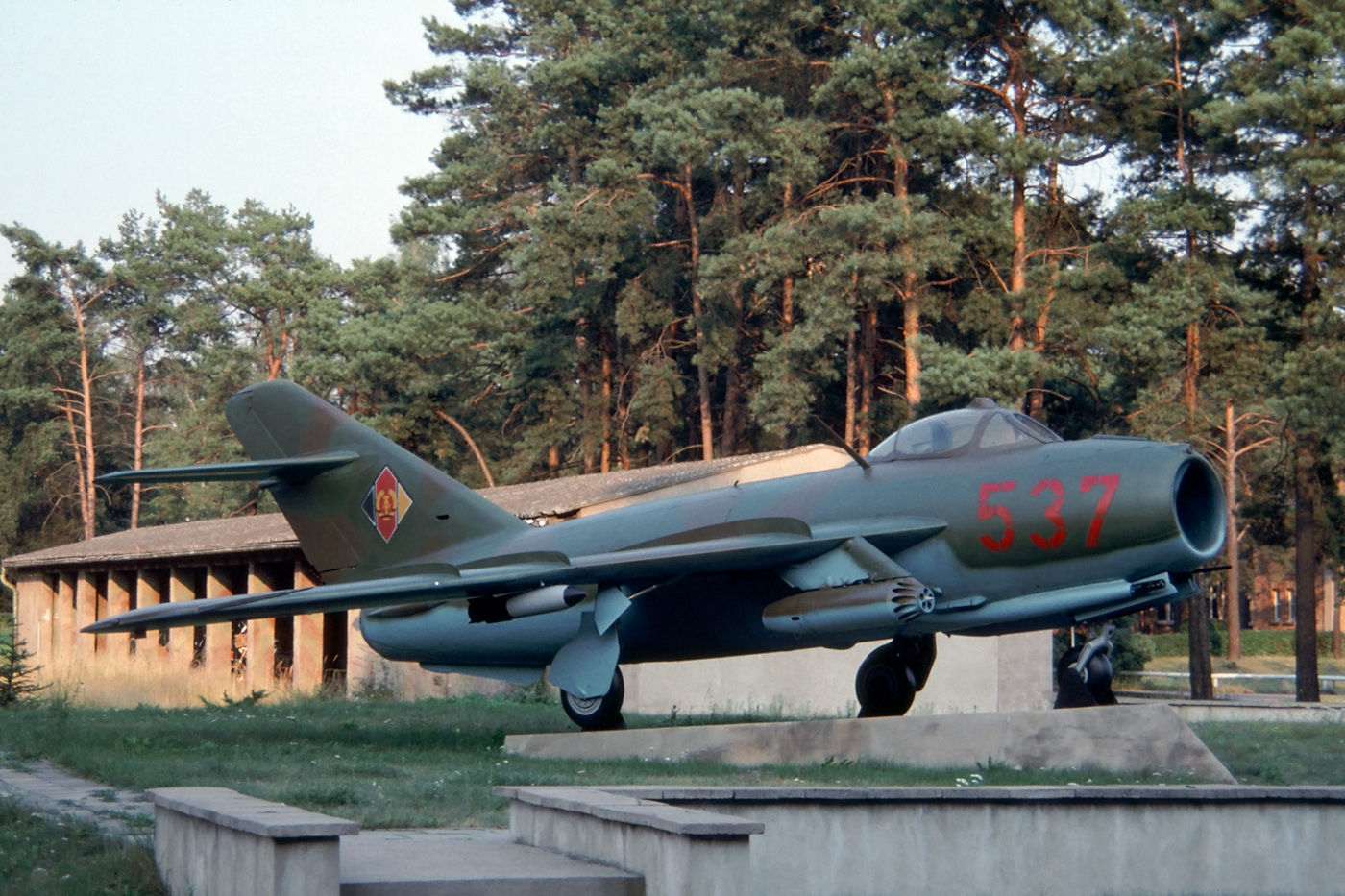
Lim-5
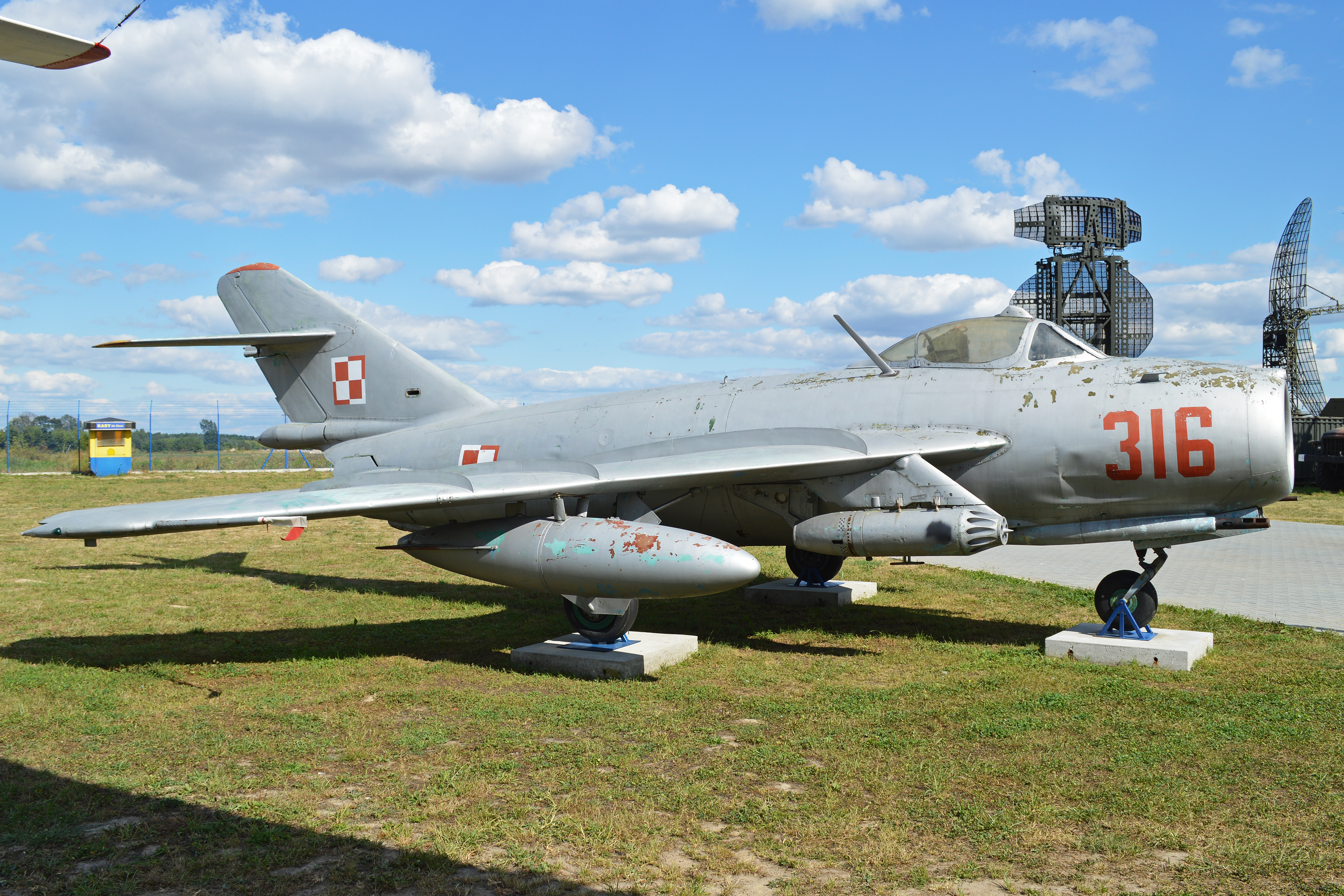
Lim-6bis
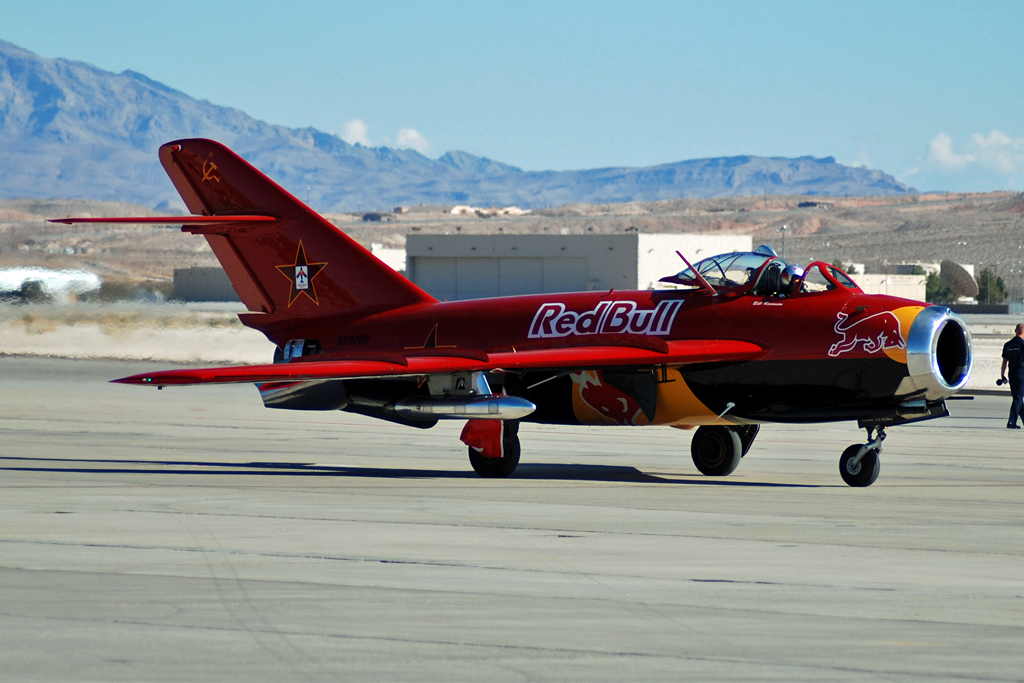
レッドブルが所有する機体

MiG-15SI
原型機。開発コード Ｉ-330。後にMiG-17と改称。
MiG-17 フレスコA
初期生産型。細長い形状のエアブレーキが特徴。アフターバーナー無しのVK-1エンジンを搭載するが、推力不足によりMiG-15bisより若干性能が低下したとも言われる。なお、MiG-17AやMiG-17ASは、基本的にはMiG-17と同型である。 БВВС МиГ-17 #62 ВВС СССР МиГ-17 #25, 2005
MiG-17A
耐用年数が改善された、アフターバーナー無しのVK-1Aエンジンを搭載。
MiG-17AS
MiG-17Aの派生型。R-3S赤外線誘導空対空ミサイルと無誘導ロケットを搭載するマルチロール型。1964年にキューバへ輸出され、空対空ミサイルパイロンの追加改修が施された。
MiG-17P フレスコB
機首上部の突起に射撃用測距レーダーを、エア・インテーク内の半球状の小型レドームにイズムルード 捜索・追尾レーダー（探知距離12 km、自動追尾能力を持ち、自動追尾距離2 km）を、搭載した全天候戦闘機型。MiG-17は、射撃用測距レーダーにより、ようやくF-86相当の照準能力を、イズムルード・レーダーにより、制限全天候能力を、得た。射撃用レーダーと照準器は、朝鮮戦争で鹵獲したF-86のそれをコピーした物であった。レーダーの搭載に伴い、37 mm機関砲は23 mm機関砲に換装されている。37 mm機関砲のままの機体も存在した。
MiG-17F フレスコC
アフターバーナー搭載のVK-1Fエンジンの完成により完成した本格的な生産型。MiG-17で低下したとも言われた諸性能も、VK-1Fによって改善している。エンジン出力向上により翼下パイロンに500 kgまでの兵装の搭載が可能となった。しかしながら、燃料消費の大きなアフターバーナーを使用することは小型の本機にとってしばしば命取りとなり、実戦においても燃料切れによる墜落が幾度となく発生している。なお、中華人民共和国でのライセンス生産機は殲撃五型（殲-5/J-5/F-5）であるAlbaniaAF F-5 #4-25。ベトナム戦争ではプロペラ機のA-1に2回撃墜されている。
MiG-17PF フレスコD
MiG-17Fに射撃用測距レーダーとイズムルード・レーダーを搭載した全天候戦闘機型。レーダーの搭載に伴い、37 mm機関砲は23 mm機関砲に換装されている。中華人民共和国でのライセンス生産機は殲撃五甲型（殲-5A/J-5A/F-5A）などと呼称される。なお、ソ連では生産されなかった複座練習機型として本型を元に開発された殲教五型 (JJ-5/FT-5) が大量生産されているFAR MiG-17PF #0904, 1999 AlbaniaAF FT-5 #8-09。
MiG-17PM/MiG-17PFU フレスコE
MiG-17PFを改修したRS-1U及びRS-2Uビームライディング誘導空対空ミサイル搭載型で、固定武装は廃止されている。少数の機体は1挺の23 mm機関砲を装備していた。MiG-19PMやSu-9迎撃戦闘機配備までのつなぎとして40機程度がソ連防空軍に配備された。なお、PMとPFUは同じ機体である。
MiG-17R
MiG-17Fをベースに限定生産された偵察機型。
S-104
MiG-17のチェコスロバキア生産型。
Lim-5
MiG-17Fのポーランド生産型がLim-5、MiG-17PFに準じたレーダー搭載型がLim-5Pであるが、Lim-5Pの方がMiG-17PFよりエア・インテークの開口部が大きく、内部のレドームも大型である。 PolandAF Lim-5P #521
Lim-6
Lim-5の大幅な改設計型で数種開発されたが、実用性の問題から結局はどれもLim-5同様の機体に改修された。なお、Lim-5に準じた型がLim-6bis、Lim-5Pに準じた型がLim-6M、Lim-6bisに準じた偵察型がLim-6R、またLim-6Mの偵察型がLim-6MRとされた。ポーランドでは1990年代前半まで使用された。
MiG-17SN
SV-25-MiG-17兵器システムの実験のために、MiG-17をベースにエア・インテークを胴体両側面に移設し機体の前半部を新造した試作実験機。機首には上下に俯仰する3挺の23 mm機関砲が搭載された。結果、そのような兵器システムは役に立たないと判明し、研究は放棄された。
- MiG-17AS
- MiG-17F
- J-5
- MiG-17PF
- Lim-5
- Lim-6bis
- レッドブルが所有する機体

## スペック (MiG-17F)
- 全幅：9.63 m
- 全長：11.36 m
- 全高：3.80 m
- 翼面積：22.60 m2
- 翼面荷重量：237 kg/m2
- 空虚重量：3,930 kg
- 通常重量：5,354 kg
- 最大離陸重量:6,286 kg
- 発動機：TRD VK-1F 1基
- 推力重量比：0.63
- 最大速度（地表高度）：1,144 km/h (3,000 m)
- 航続距離：1,080 km
- 上昇率：65 m/秒
- 実用上昇限度：16,600 m
- 武装
  - N-37 37mm機関砲（弾薬40発）、NR-23KM 23mm機関砲 2挺（弾薬各80発）
  - 主翼下パイロンに最大500kgまでの兵装を搭載可能
    - 増加タンク ×2、または100kg/250kg爆弾 ×2、またはUB-16-57ロケット弾ポッド（S-5ロケット弾を搭載）

## スペック (MiG-17SN)
- 全幅：9.628 m
- 全長：12.333 m
- 全高：3.80 m
- 翼面積：22.60 m2
- 空虚重量：4,152 kg
- 通常重量：5,620 kg
- 最大離陸重量:6,286 kg
- 発動機：TRD VK-1A 1基
- 最大速度（地表高度）：1,047 km/h (2,000 m)
- 上昇率：高度10,000 mまで6.9分
- 実用上昇限度：14,500 m
- 武装
  - SV-25-MiG-17兵器システム TKB495(AM-23)  23 mm機関砲 3挺(機首左に2挺、機首右に1挺 可動範囲 仰角27度26分、俯角9度48分 発射速度 1250発/分（3挺合計))
  - 増加タンク ×2

## 運用国
軍および政府機関のみ記し、鹵獲機や亡命機の運用は考慮しない。
 アフガニスタン
- アフガニスタン空軍

 アルバニア
- アルバニア空軍

 アルジェリア
- アルジェリア空軍

 アンゴラ
- アンゴラ空軍

 バングラデシュ
- バングラデシュ空軍

 ブルガリア
- ブルガリア空軍[2]

 ブルキナファソ
- ブルキナファソ空軍

 カンボジア
- カンボジア空軍

 中国
- 中国人民解放軍空軍
- 中国人民解放軍海軍

 コンゴ共和国
- コンゴ空軍

 キューバ
- キューバ空軍

 チェコスロバキア
- チェコスロバキア空軍

 東ドイツ
- 東ドイツ空軍

 エジプト
- エジプト空軍

 エチオピア
- エチオピア空軍

 ギニア
- ギニア空軍

 ギニアビサウ
- ギニアビサウ空軍

 インドネシア
- インドネシア空軍

 イラク
- イラク空軍

 ハンガリー
- ハンガリー空軍

 リビア
- リビア空軍

 マダガスカル
- マダガスカル空軍

 マリ
- マリ空軍

 モンゴル
- モンゴル空軍

 モロッコ
- モロッコ空軍

 モザンビーク
- モザンビーク空軍

 ナイジェリア
- ナイジェリア空軍

 北朝鮮
- 朝鮮人民軍空軍

 パキスタン
- パキスタン空軍

 ポーランド
- ポーランド空軍
- ポーランド海軍

 ルーマニア
- ルーマニア空軍

 ソマリア
 ソマリランド
 ソビエト連邦
- ソ連空軍
- ソ連防空軍
- ソ連海軍航空隊

 スリランカ
- スリランカ空軍

 シリア
- シリア空軍

 タンザニア
- タンザニア空軍

 ウガンダ
- ウガンダ空軍

 アメリカ合衆国
- アメリカ合衆国国防総省防衛試験・評価支援庁

 ベトナム
- ベトナム空軍

 イエメン
- イエメン空軍

 ジンバブエ
- ジンバブエ空軍

## 現存する機体
- MiG-17は多数が生産され、かつ様々な国で運用された機体である。そのため、ここでは主に情報の多い博物館などにあるものを中心に紹介する。

| 型名            | 番号                          | 機体写真 | 所在地                              | 所有者                                                 | 公開状況 | 状態     | 備考 |
| --------------- | ----------------------------- | -------- | ----------------------------------- | ------------------------------------------------------ | -------- | -------- | --- |
| MiG-17          | 515347                        |          | ロシア モスクワ州                   | 連邦文化芸術研究所空軍博物館                           | 公開     | 静態展示 | |
| MiG-17          | 115 (BBC) 541393              |          | アメリカ オレゴン州                 | エヴァーグリーン航空宇宙博物館                         | 公開     | 静態展示 | |
| MiG-17          | 541589                        |          | アメリカ ジョージア州               | 国立強力第8空軍博物館                                  | 公開     | 静態展示 | |
| MiG-17          | IFJ-10 1406016                |          | アメリカ ワシントン州               | ミュージアム・オヴ・フライト                           | 公開     | 静態展示 | |
| MiG-17          | 54211399                      |          | ロシア モスクワ市                   | 大祖国戦争中央博物館                                   | 公開     | 静態展示 | |
| MiG-17          | 54211860                      |          | ロシア モスクワ州                   | ヴァディム・ザドロズヌイ技術博物館                     | 公開     | 静態展示 | |
| MiG-17          | 237？                         |          | ロシア モスクワ                     | クビンカ空軍基地                                       | 公開     | 静態展示 | |
| MiG-17          | 1423？                        | 写真     | ロシア ハバロフスク地方             | 赤旗極東軍管区軍事史博物館                             | 公開     | 静態展示 | 旧塗装 |
| MiG-17F         | 2090                          |          | ロシア モスクワ州                   | ロシア連邦軍軍事愛国遊園                               | 公開     | 静態展示 | |
| MiG-17F         | 540713                        |          | アメリカ ジョージア州               | ミュージアム・オヴ・エイヴィエーション                 | 公開     | 静態展示 | |
| MiG-17PF        | 0305 (SP) 58210305            |          | ポーランド ルブリン県               | デンブリン空軍博物館                                   | 公開     | 静態展示 | |
| MiG-17PF        | 0948 (SP) 58210948            |          | ポーランド ルブリン県               | デンブリン空軍博物館                                   | 公開     | 静態展示 | |
| MiG-17PF        | 1001 (SP) 58211001            |          | ポーランド シフィェンティクシシュ県 | 白鷲博物館                                             | 公開     | 静態展示 | |
| MiG-17PF        | 1015 (CSL) 58211015           |          | チェコ プラハ                       | クベリー航空博物館                                     | 公開     | 静態展示 | |
| Lim-5           | 1C 04-08                      |          | ポーランド ルブリン県               | デンブリン空軍博物館                                   | 公開     | 静態展示 | |
| Lim-5           | 799 (NVA) 2302 (EAF) 1C 07-16 |          | アメリカ オハイオ州                 | 国立アメリカ空軍博物館                                 | 公開     | 静態展示 | ベトナムとの友好の証として、北ベトナム空軍に所属していたとされるトーンという伝説の人物が操縦していたとされる機体の塗装がされている。 |
| Lim-5           | 1020 (SP) 1C 10-20            |          | アメリカ カリフォルニア州           | プレインズ・オヴ・フェイム航空博物館                   | 公開     | 静態展示 | |
| Lim-5P          | 1C 10-23                      |          | ポーランド マウォポルスカ県         | クラクフ・ポーランド航空博物館                         | 公開     | 静態展示 | |
| Lim-5           | 1C 12-10                      |          | アメリカ アイダホ州                 | ティートン航空センター                                 | 公開     | 飛行可能 | |
| Lim-5           | 1C 12-28                      |          | アメリカ テキサス州                 | キャヴァナー飛行博物館                                 | 公開     | 静態展示 | |
| Lim-5           | 1C 13-03                      |          | アメリカ コロラド州                 | プエブロ・ワイスブロッド航空機博物館                   | 公開     | 静態展示 | |
| Lim-5           | 1C 13-08                      |          | ポーランド ルブリン県               | デンブリン空軍博物館                                   | 公開     | 静態展示 | |
| Lim-5           | 1C 14-17                      |          | アメリカ アイダホ州                 | ウォーホーク航空博物館                                 | 公開     | 飛行可能 | |
| Lim-5           | 1C 14-26                      |          | アメリカ オレゴン州                 | 歴史的航空機航空博物館                                 | 公開     | 飛行可能 | |
| Lim-5           | 1C 16-05                      |          | アメリカ カリフォルニア州           | マーチフィールド航空博物館                             | 公開     | 静態展示 | |
| Lim-5R          | 1C 16-13                      |          | アメリカ デラウェア州               | ハウウェル・ウォーバーズ有限会社 (Howell Warbirds LLC) | 公開     | 飛行可能 | |
| Lim-5           | 1C 17-06                      | 写真     | アメリカ テネシー州                 | テネシー・ミュージアム・オヴ・エイヴィエーション       | 公開     | 静態展示 | |
| Lim-5           | 1C 17-09                      |          | フィンランド 中央スオミ県           | フィンランド空軍博物館                                 | 公開     | 静態展示 | |
| Lim-5           | 1C 17-28                      | 写真     | アメリカ テネシー州                 | テネシー・ミュージアム・オヴ・エイヴィエーション       | 公開     | 静態展示 | |
| Lim-5           | 1C 18-11                      |          | インドネシア ジョグジャカルタ特別州 | ディルガンタラ・マンダラ・インドネシア空軍中央博物館   | 公開     | 静態展示 | |
| Lim-5           | 1C 19-05                      |          | アメリカ アリゾナ州                 | ピマ航空宇宙博物館                                     | 公開     | 静態展示 | |
| Lim-6MR         | 1D 05-02                      |          | インドネシア ジョグジャカルタ特別州 | ディルガンタラ・マンダラ・インドネシア空軍中央博物館   | 公開     | 静態展示 | |
| Lim-6MR         | 1D 06-34                      |          | アメリカ アリゾナ州                 | ピマ航空宇宙博物館                                     | 公開     | 静態展示 | |
| Lim-6MR         | 1D 06-37                      |          | アメリカ カリフォルニア州           | カリフォルニア航空宇宙博物館                           | 公開     | 静態展示 | |
| Lim-5M Lim-6bis | 1F 03-19                      |          | アメリカ オレゴン州                 | ティラムック航空博物館                                 | 公開     | 静態展示 | |
| Lim-5M Lim-6bis | 1F 03-27                      |          | アメリカ ニューヨーク州             | イントレピッド海上航空宇宙博物館                       | 公開     | 静態展示 | 機体はMiG-17Fの説もある。 |
| Lim-6bis        | 1J 04-19                      |          | アメリカ オハイオ州                 | MAPS航空博物館                                         | 公開     | 静態展示 | |
| Lim-6R          | 1J 05-11                      |          | アメリカ フロリダ州                 | レイクランド・リンダー国際空港                         | 公開     | 飛行可能 | |
| Lim-6bis        | 1J 05-28                      | 写真     | アメリカ テキサス州                 | ローンスター飛行博物館                                 | 公開     | 飛行可能 | |
| Lim-6R          | 1J 06-11                      |          | アメリカ カンザス州                 | コンバット航空博物館                                   | 公開     | 静態展示 | |
| J-5？           | 799？                         |          | アメリカ カリフォルニア州           | サンディエゴ航空宇宙博物館                             | 公開     | 静態展示 | トーンという伝説の人物が操縦していたとされる機体の塗装がされている。                                                                 |